# Akademičeskij rajón
Akademičeskij rajón (rusky Академический район) nebo jen Akademičeskij (Академический) je rajón v Moskvě. Rozkládá se na území Jihozápadního administrativního okruhu. Podle údajů z roku 2010 má rajón rozlohu 583,44 ha, obydlená oblast zabírá 246,704 ha (2010).

## Historie
Na území rajónu se v různých časových dobách nacházely čtyři statky, ze kterých stojí dodnes jen jedna, a to Čerjomuški-Znamenskoje (na území rajónu leží hospodářský komplex, známý jako „конный двор“ nebo „экономия“). Na místě klubu bývalé Čerjomušské cihelny je otevřeno muzeum Hrdinů Sovětského svazu a Ruska. Po roce 2000 byl postaven chrám Nejsvětější Trojice, který je nástupcem zničeného chrámu usedlosti Čerjomuški-Troickoje (Troickoje-Andrejevo).
Na teritoriu rajónu se na adrese ul. Vavilova, č. 19, nachází sídlo spořitelny Sberbank.

## Demografie
- 2002 — 96 172 obyv.
- 2010 — ↗106 466 obyv.
- 2012 — ↗107 628 obyv.
- 2013 — ↗107 836 obyv.
- 2014 — ↗108 274 obyv.
- 2015 — ↗108 516 obyv.
- 2016 — ↗109 063 obyv.

## Doprava
Na území rajónu se nacházejí dvě stanice moskevského metra, „Akademičeskaja“ a „Profsojuznaja“ na Kalužsko-Rižské (oranžové) lince.

## Vzdělání
Rajón nabízí 22 všeobecně-vzdělávacích škola 25 předškolních institucí.

## Náboženství
Na území rajónu se nachází 1 aktivní ortodoxní chrám, Chrám Nejsvětější Trojice ve Starých Čerjomuškách, který je součástí Andrejevského blahočinného okruhu Moskevské diecéze Ruské pravoslavné církve.